# Вільяермоса
Вільяермоса (ісп. Villahermosa, дослівний переклад — гарне місто) — столиця штату Табаско і адміністративний центр муніципалітету Сентро в Мексиці. Чисельність населення Вільяермоси, за даними перепису 2010 року, становить 353 577 осіб.

## Географія
Місто розташоване за 863 км від Мехіко та за 998 км від Канкуна — двох найбільш відомих туристичних центрів Мексики, і вважається центральною зупинкою туристів між ними.

### Клімат
Місто перебуває у зоні, котра характеризується вологим тропічним кліматом. Найтепліший місяць — травень із середньою температурою 29.6 °C (85.3 °F). Найхолодніший місяць — січень, із середньою температурою 23.6 °С (74.5 °F).
| Клімат Вільяермоса      | Клімат Вільяермоса | Клімат Вільяермоса | Клімат Вільяермоса | Клімат Вільяермоса | Клімат Вільяермоса | Клімат Вільяермоса | Клімат Вільяермоса | Клімат Вільяермоса | Клімат Вільяермоса | Клімат Вільяермоса | Клімат Вільяермоса | Клімат Вільяермоса | Клімат Вільяермоса |
| Показник                | Січ.               | Лют.               | Бер.               | Квіт.              | Трав.              | Черв.              | Лип.               | Серп.              | Вер.               | Жовт.              | Лист.              | Груд.              | Рік                |
| Абсолютний максимум, °C | 38                 | 38                 | 41,5               | 43,1               | 43,5               | 41,7               | 40                 | 40                 | 38,5               | 37,5               | 38                 | 35,5               | 43,5               |
| Середній максимум, °C   | 27,9               | 29,2               | 31,9               | 33,9               | 35,1               | 34,4               | 33,9               | 34                 | 33                 | 31,2               | 29,8               | 28,3               | 31,9               |
| Середня температура, °C | 23,6               | 24,5               | 26,6               | 28,5               | 29,6               | 29,3               | 28,9               | 28,9               | 28,4               | 27,1               | 25,7               | 24,1               | 27,1               |
| Середній мінімум, °C    | 19,3               | 19,7               | 21,3               | 23,1               | 24,2               | 24,2               | 23,8               | 23,8               | 23,7               | 23                 | 21,5               | 19,9               | 22,3               |
| Абсолютний мінімум, °C  | 10,5               | 12,4               | 13                 | 15                 | 10                 | 19                 | 20                 | 20                 | 19,5               | 17                 | 14                 | 10,9               | 10                 |
| Норма опадів, мм        | 126                | 79                 | 50                 | 45                 | 96                 | 209                | 179                | 217                | 324                | 303                | 187                | 147                | 1961               |
| Днів з дощем            | 11,1               | 8,5                | 5,8                | 4,2                | 5,9                | 13,9               | 14,5               | 15,7               | 18,2               | 16,3               | 11,3               | 11,1               | 136,5              |
| Вологість повітря, %    | 90                 | 88                 | 85                 | 82                 | 82                 | 86                 | 87                 | 87                 | 88                 | 87                 | 88                 | 90                 | 87                 |
| ----------------------- | ------------------ | ------------------ | ------------------ | ------------------ | ------------------ | ------------------ | ------------------ | ------------------ | ------------------ | ------------------ | ------------------ | ------------------ | ------------------ |
| Джерело: Weatherbase    |                    |                    |                    |                    |                    |                    |                    |                    |                    |                    |                    |                    |                    |

## Історія

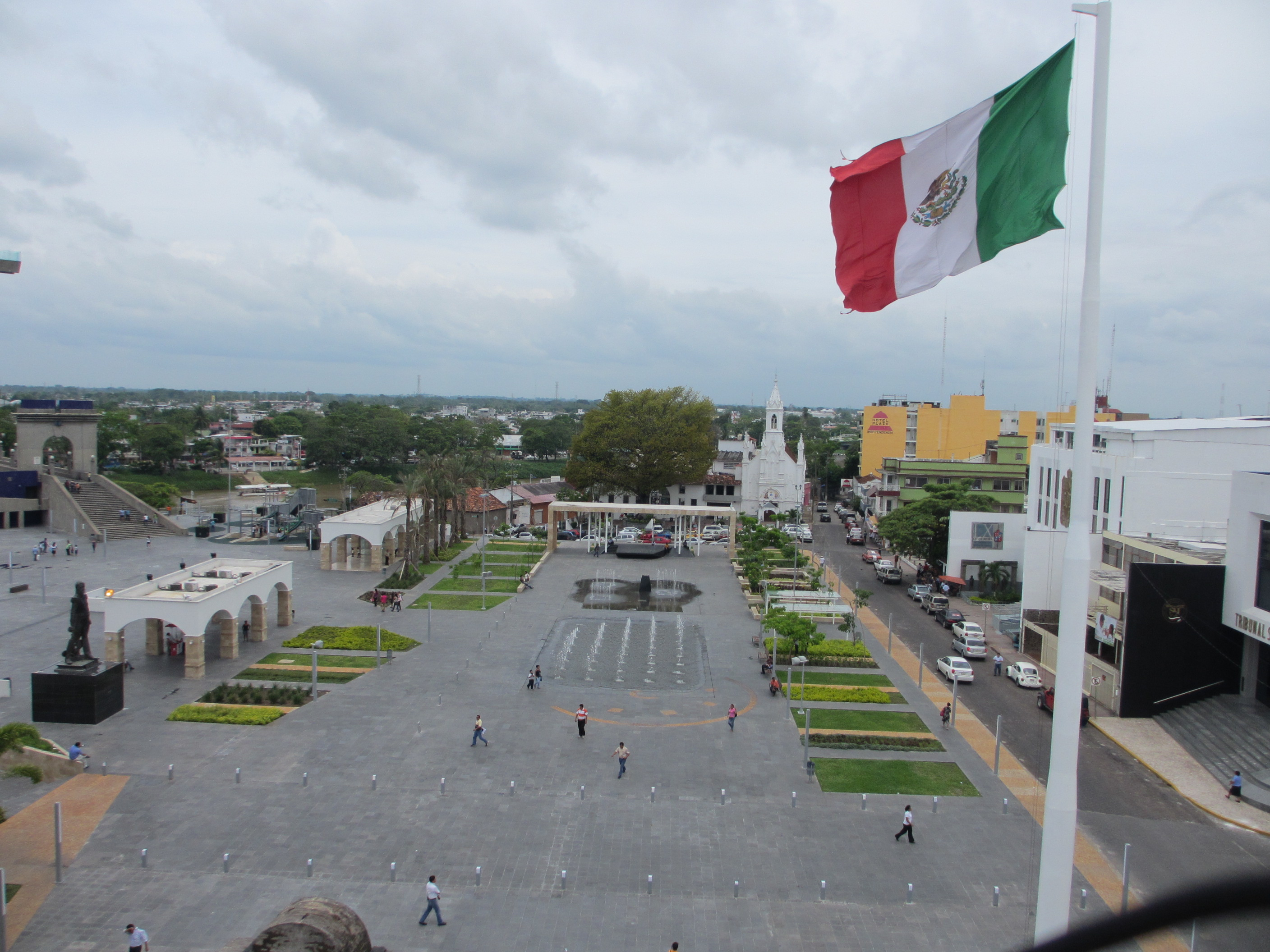
Історичний центр міста

Офіційна дата заснування міста — 24 червня 1564 року іспанцем Дієго де Квіяда, на берегах річки Гріхальва, під назвою Вілла Ермоса. У 1826 році статус містечка було піднято до міста під назвою Сан-Хуан Баутіста де ла Вілла Ермоса. 20 листопада 1840 місто було захоплене військовими силами республіки Техас, які вимагали викуп $20000 сріблом. Під час американо-мексиканської війни в битві за Табаско, місто було захоплене і окупований силами США. У 1863 році, під час французької інтервенції в Мексику, місто було окуповане французькими військами. У 1916 році губернатор Табаско, Франциско-Хосе Муджіко, наказав відновити назву міста Вільяермоса.
Сьогодні Вільяермоса це сучасне місто на південному сході Мексики, який є найважливішою діловою та комерційною точкою між Мехіко і Канкуном, після Мериди.